# Élection pontificale de 1086
L'élection pontificale de 1086 est l'élection par laquelle les cardinaux de l'Église catholique romaine élisent un pape à la succession de Grégoire VII (mort le 25 mai 1085).
Le cardinal Didier, abbé de Mont-Cassin, est recommandé par Grégoire VII avant sa mort. L'abbé indique aux cardinaux qu'il n'entend pas être pape, et l'élection qui devait se tenir est reportée. Finalement, le 24 mai 1086, après un an de vacance du siège pontifical, les cardinaux « perdent patience », se saisissent de lui, le traînent à l'Église de Sainte-Lucie, et l'y élisent pape, lui conférant le nom de Victor III. Les cardinaux sont alors probablement au nombre de cinq : Eudes de Lageri, évêque d'Ostie ;  Ubaldo, évêque de Sabina ; Giovanni, évêque de Porto ; Pierre Aldobrandini, évêque d'Albano ; et Giovanni Minuto, évêque de Frascati.
Quatre jours plus tard, Victor abandonne les insignes pontificaux et regagne Mont-Cassin. Il refuse pendant près d'un an de revenir à Rome, jusqu'au 21 mars 1087 ; il est consacré à la Basilique Saint-Pierre le 9 mai,.